# The Who Sell Out
The Who Sell Out (англ. «The Who продаются») — третий студийный альбом группы The Who, выпущенный 15 декабря 1967 года  лейблом Track Records в Великобритании и Decca Records в США. 
Это первый концептуальный альбом группы, построенный как эфир пиратской радиостанции Radio London: помимо песен, в «эфире» звучат реклама, джинглы и объявления. Интересно, что сами The Who в то время записывали рекламные ролики, некоторые из которых были включены в переиздания альбома на CD в качестве бонусов.
В 2003 году журнал Rolling Stone включил альбом в список 500 величайших альбомов всех времён под номером 113. В 2007 году Rolling Stone включил его в список 40 важнейших альбомов 1967 года. 
В 2005 году Петра Хаден, дочь джазового басиста Чарли Хадена, записала весь альбом в стиле а капелла.
В 2009 году альбом был переиздан в виде двухдискового подарочного издания, которое музыкальный критик Дэнни Келли из журнала Uncut назвал «окончательным» выпуском самого «развлекательного» и «милого» альбома The Who. 

## Об альбоме
По словам музыкального критика Ричи Унтербергера, The Who Sell Out представляет собой «ликующую» психоделическую поп-музыку, которая колеблется между «мелодичным мод-попом и мощными инструментами». Другие критики охарактеризовали музыкальный стиль альбома как «пауэр-поп». 
Первой песней, написанной специально для этого альбома, была «Jaguar», отдающая дань уважения автомобилю, за которой вскоре последовала инструментальная композиция, записанный группой для компании Coca-Cola. 
Завершив тур по США, включая выступление на фестивале в Монтерее, группа вернулась в Великобританию 16 сентября 1967 года, чтобы начать запись диска. Музыканты работали над альбомом в течение следующих трех недель; первой песней, которая была завершена, стал сингл «I Can See for Miles», выпущенный в следующем месяце. К октябрю группа также завершила "Armenia City in the Sky", "Early Morning Cold Taxi" и "Girl's Eyes". "Heinz Baked Beans", "Odorono" и "Top Gear" были завершены в середине месяца, вместе с серией связующих рекламных роликов и джинглов. "Tattoo", "Odorono" и "Rael" были завершены к 20 октября, в то время как большая часть оставшейся части альбома была записана между живыми выступлениями в конце месяца. "Sunrise", сольная пьеса Таунсенда, была последней, записанной 2 ноября. Сведение альбома было выполнено Кит Ламберт|Ламбертом  и Дэймоном Лион-Шоу с перерывами в течение ноября, и 20-го числа окончательная версия альбома была готова.
Среди прочих альбомов The Who The Who Sell Out примечателен тем, что большинство вокальных партий исполняет не Роджер Долтри: в песнях «Medac» и «Silas Stingy» поёт их автор Джон Энтвисл; в композициях «Odorono», «Our Love Was», «I Can’t Reach You» и «Sunrise» — Пит Таунсенд; на «Relax» вокальные партии вместе исполняют Таунсенд и Долтри.
Единственным синглом с альбома стала композиция «I Can See for Miles», достигшая 9-й позиции в американском чарте Billboard и 10-й — в британских чартах. Журнал Rolling Stone отнёс песню «Sunrise» с этого альбома к числу 50 лучших композиций группы (под номером 24).

## Список композиций
Все песни написаны Питом Таунсендом, кроме указанных особо.

### Виниловое издание
| Первая сторона | Вторая сторона 1. «I Can’t Reach You» — 3:03 2. «Medac» (Джон Энтвисл) — 0:57 3. «Relax» — 2:38 - «Rotosound Strings» (1995 remix only) 4. «Silas Stingy» (Джон Энтвисл) — 3:04 5. «Sunrise» — 3:03 6. «Rael (1 and 2)» — 5:44 (переименована «Rael 1» на переиздании 1995 года) - «Track Records» (Instrumental version) бонусы переиздания 1995 года 1. «Rael 2» — 1:29 2. «Glittering Girl» — 3:59 3. «Melancholia» — 3:22 4. «Someone’s Coming» — 2:40 5. «Jaguar» — 3:01 6. «Early Morning Cold Taxi» — 3:25 7. «Hall Of The Mountain King» — 4:19 8. «Girl’s Eyes» — 3:50 9. «Mary Anne With The Shaky Hand (Alternate Version)» — 3:21 10. «Glow Girl» — 2:42 |

### Делюкс-издание 2009 года
| №   | Название                                                                                | Длительность |
| --- | --------------------------------------------------------------------------------------- | ------------ |
| 1.  | «Armenia City in the Sky» (Radio London (Monday... Tuesday...); Wonderful Radio London) | 3:50         |
| 2.  | «Heinz Baked Beans» (More Music)                                                        | 1:00         |
| 3.  | «Mary Anne with the Shaky Hand» (Premier Drums; Radio London)                           | 2:34         |
| 4.  | «Odorono» (Radio London (Smooth Sailing))                                               | 2:35         |
| 5.  | «Tatoo» (Radio London (Church of Your Choice))                                          | 2:54         |
| 6.  | «Our Love Was» (Radio London (You're a Pussycat); Speakeasy / Rotosound Strings)        | 3:25         |
| 7.  | «I Can See for Miles» (Charles Atlas)                                                   | 4:05         |
| 8.  | «I Can't Reach You»                                                                     | 3:31         |
| 9.  | «Medac»                                                                                 | 0:57         |
| 10. | «Relax»                                                                                 | 2:38         |
| 11. | «Silas Stingy»                                                                          | 3:04         |
| 12. | «Sunrise»                                                                               | 3:03         |
| 13. | «Rael 1 & 2»                                                                            | 5:39         |
| 14. | «Rael - Naive» (Rotosound Strings (a cappella))                                         | 0:59         |
| 15. | «Someone's Coming» (Radio London weather word)                                          | 2:36         |
| 16. | «Early Morning Cold Taxi» (Radio London news bulletin)                                  | 2:57         |
| 17. | «Jaguar» (Wonderful Radio London)                                                       | 2:58         |
| 18. | «Coke After Coke»                                                                       | 1:05         |
| 19. | «Glittering Girl»                                                                       | 3:00         |
| 20. | «Summertime Blues»                                                                      | 2:35         |
| 21. | «John Mason Cars»                                                                       | 0:39         |
| 22. | «Girl's Eyes» (Bag O'Nails)                                                             | 2:52         |
| 23. | «Sodding About»                                                                         | 2:47         |
| 24. | «Premier Drums (Full version)»                                                          | 0:42         |
| 25. | «Odorono (Final chorus)»                                                                | 0:24         |
| 26. | «Mary Anne with the Shaky Hand» (US Mirasound version)                                  | 3:22         |
| 27. | «Things Go Better with Coke»                                                            | 0:30         |
| 28. | «In the Hall of the Mountain King»                                                      | 4:23         |
| 29. | «Top Gear»                                                                              | 0:50         |
| 30. | «Rael 1 & 2» (Remake version)                                                           | 6:35         |

| №   | Название                                                                                | Длительность |
| --- | --------------------------------------------------------------------------------------- | ------------ |
| 1.  | «Armenia City in the Sky» (Radio London (Monday... Tuesday...); Wonderful Radio London) | 3:46         |
| 2.  | «Heinz Baked Beans» (More Music)                                                        | 0:58         |
| 3.  | «Mary Anne with the Shaky Hand» (Premier Drums; Radio London)                           | 2:34         |
| 4.  | «Odorono» (Radio London (Smooth Sailing))                                               | 2:30         |
| 5.  | «Tatoo» (Radio London (Church of Your Choice))                                          | 2:48         |
| 6.  | «Our Love Was» (Radio London (You're a Pussycat); Speakeasy / Rotosound Strings)        | 3:23         |
| 7.  | «I Can See for Miles» (Charles Atlas)                                                   | 4:02         |
| 8.  | «I Can't Reach You»                                                                     | 3:27         |
| 9.  | «Medac»                                                                                 | 0:56         |
| 10. | «Relax»                                                                                 | 2:36         |
| 11. | «Silas Stingy»                                                                          | 2:58         |
| 12. | «Sunrise»                                                                               | 3:00         |
| 13. | «Rael 1 & 2»                                                                            | 5:48         |
| 14. | «Mary Anne with the Shaky Hand» (Version 1) (US mono single mix)                        | 3:16         |
| 15. | «Someone's Coming» (UK mono single mix)                                                 | 2:31         |
| 16. | «Relax» (Early demo - stereo)                                                           | 3:21         |
| 17. | «Jaguar» (Original mono mix)                                                            | 2:51         |
| 18. | «Glittering Girl» (Unreleased version - stereo)                                         | 3:17         |
| 19. | «Tatoo» (Early mono mix)                                                                | 2:46         |
| 20. | «Our Love Was» (Take 12 - unused mono mix)                                              | 3:16         |
| 21. | «Rotosound Strings» (With the final note - stereo)                                      | 0:12         |
| 22. | «I Can See for Miles» (Early mono mix)                                                  | 4:00         |
| 23. | «Rael» (Early mono mix)                                                                 | 5:43         |
| 24. | «Armenia City in the Sky» (Isolated backwards track) (скрытый трек)                     | 3:15         |
| 25. | «Great Shakes» (Unreleased US radio commercial) (скрытый трек)                          | 1:01         |

## Участники записи
- Роджер Долтри — вокал, ударные
- Джон Энтвисл — бас-гитара, вокал, валторна
- Пит Таунсенд — гитара, вокал, клавишные, вистл, банджо
- Кит Мун — барабаны, вокал, перкуссия

Приглашённый музыкант
- Эл Купер — клавишные, орган

## Хит-парады
| Год  | Хит-парад         | Высшая позиция |
| ---- | ----------------- | -------------- |
| 1967 | UK Albums Chart   | 13             |
| 1968 | Billboard Top 200 | 48             |

| Год  | Сингл                 | Хит-парад         | Высшая позиция |
| ---- | --------------------- | ----------------- | -------------- |
| 1967 | «I Can See for Miles» | Billboard Hot 100 | 9              |
| 1967 | «I Can See for Miles» | UK Singles Chart  | 10             |